# Krzysztof Pluskota
Krzysztof Pluskota (ur. 24 kwietnia 1978 w Sadkowie) – polski aktor filmowy i teatralny, artysta kabaretowy oraz reżyser teatralny. Od 2019 dyrektor Krakowskiego Teatru Scena STU. Wykładowca Państwowej Wyższej Szkoły Teatralnej w Krakowie.

## Filmografia

### Filmy
- 2005: Karol. Człowiek, który został papieżem jako oficer niemiecki
- 2009: Popiełuszko. Wolność jest w nas jako porucznik
- 2009: Generał – zamach na Gibraltarze jako Bolek
- 2011: Laura jako Paweł

### Seriale
- 2000: M jak miłość jako prowadzący wybory
- 2002–2010: Samo życie jako Konstanty, górnik z Bytomia, kucharz amator i kelner w restauracji „U Kingi” należącej do Kingi Młynarczyk
- 2007: Ekipa jako drugi pilot helikoptera
- 2007: Determinator jako Stefan Kręgiel
- 2008–2009: BrzydUla jako lekarz
- 2008–2009: Czas honoru jako żandarm SS Schneider
- 2009: Synowie jako fotoreporter
- 2009: Generał jako Bolek (odc. 2)
- 2010: Blondynka jako Michał Auguścik
- 2011: Chichot losu jako Zbyszek
- 2011: Instynkt jako Szymon
- 2011: Hotel 52 jako Piotr Wójcik
- 2012: Przyjaciółki jako straganiarz

### Dubbing
- 2011: Rio jako Pedro
- 2011: Totalna Porażka: Zemsta Wyspy jako Lightning
- 2014: Rio 2 jako Pedro